# Plankvadratisk geometri

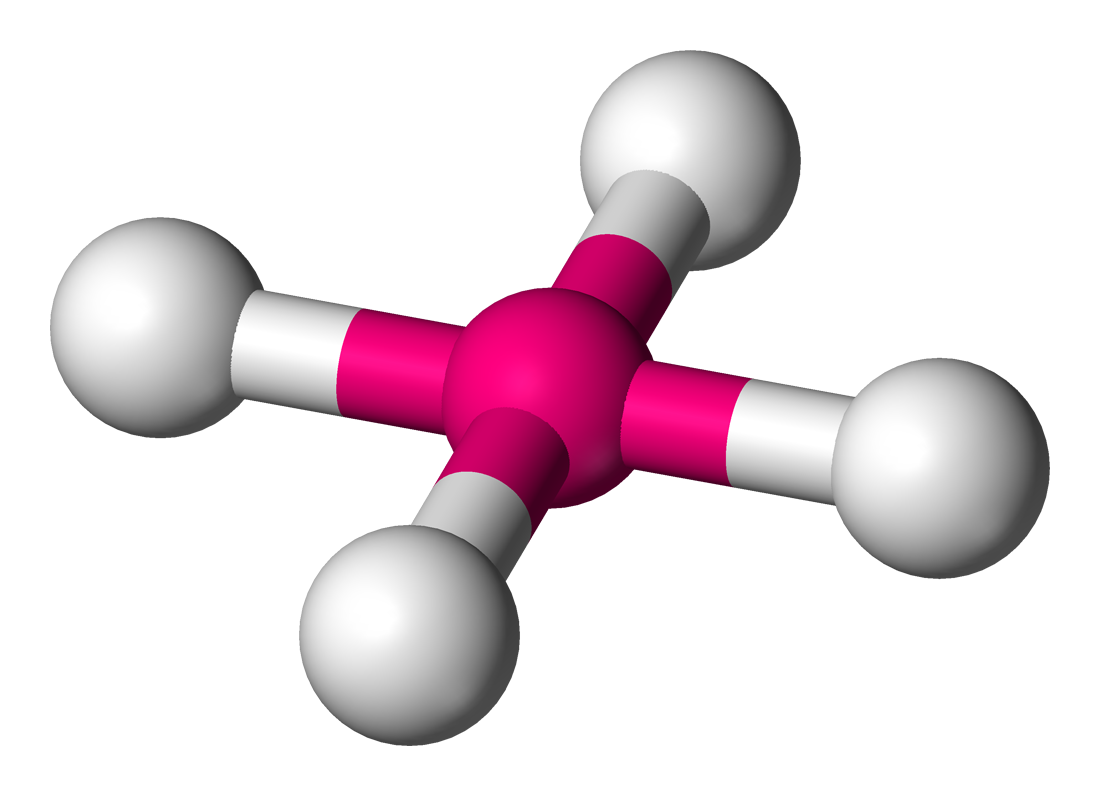
En generaliserad struktur med centralatomen i rosa.

Plankvadratisk geometri är en molekylär geometri med koordinationstalet 4. En ideal plankvadratisk molekyl kan skrivas som AX4E2, där A betecknar centralatomen, X betecknar identiska substituenter och E betecknar fria elektronpar. Bindningsvinkeln är 90° och det elektriska dipolmomentet är 0. I de fall då alla substituenter X ej är identiska kan plankvadratisk molekyler ibland uppvisa isomeri. Bland de molekyler som uppvisar plankvadratisk geometri förekommer främst komplex av nickel, platina, iridium och palladium, men även xenontetrafluorid XeF4.